# Фонд Гейдара Алиева
Фонд Гейда́ра Али́ева (азерб. Heydər Əliyev Fondu) — неправительственная организация некоммерческого характера. Создание фонда было вызвано необходимостью в выражении уважения и почтения памяти Гейдара Алиева, отражении его богатого духовно-нравственного наследия, подчеркивании значимости философии «азербайджанства» Гейдара Алиева и передаче новым поколениям идей национальной государственности.

## Цели
Целями фонда являются:
- способствование изучению, пропаганде и претворению в жизнь идей и политики, определенной и разработанной видным политическим деятелем Гейдаром Алиевым во имя социально-экономического, культурного прогресса Азербайджана, её интеграции в мировое цивилизованное сообщество, улучшения материального благосостояния народа;
- содействие реализации широкомасштабных программ и проектов, служащих делу процветания Азербайджана и повышению благосостояния народа путём использования богатого наследия общенационального лидера Гейдара Алиева;
- разработка и претворение в жизнь программ и проектов в сфере науки, образования, культуры, здравоохранения, спорта и экологии;
- расширение сотрудничества с республиканскими и зарубежными фондами, неправительственными и общественными организациями, претворение в жизнь совместных проектов;
- оказание помощи людям, нуждающимся в особой заботе, способствовать решению локальных социальных проблем;
- помогать выявлению и способствовать развитию творческого потенциала, знаний, умений и способностей людей;
- служение делу воспитания детей и молодежи как всесторонне развитых граждан;
- организация выставок детей, творческой молодежи, деятелей искусства;
- развитие инфраструктур детских организаций;
- сотрудничество с азербайджанскими и зарубежными учебными заведениями;
- содействие проведению научных исследований;
- организация конференций и семинаров на актуальные темы на территории Азербайджанской Республики и за рубежом
- содействие обмену опытом между учеными и известными научно-исследовательскими центрами зарубежных стран;
- способствование повышения творческого и научного потенциала страны.
- содействие осуществлению мероприятий, направленных на повышение международного авторитета Азербайджанской Республики;
- доведение до мировой общественности азербайджанских реалий.
- способствование установления религиозной толерантности, построению гражданского общества, сохранению национально-нравственных ценностей в условиях глобализирующегося мира.

## Структура
Структура фонда сочетает в себе коллегиальный и единоначальный методы управления фондом. Фонд начал свою деятельность в 2004 году, президентом фонда является посол доброй воли ЮНЕСКО первая леди Азербайджана Мехрибан Алиева, исполнительный директор Анар Алекперов.

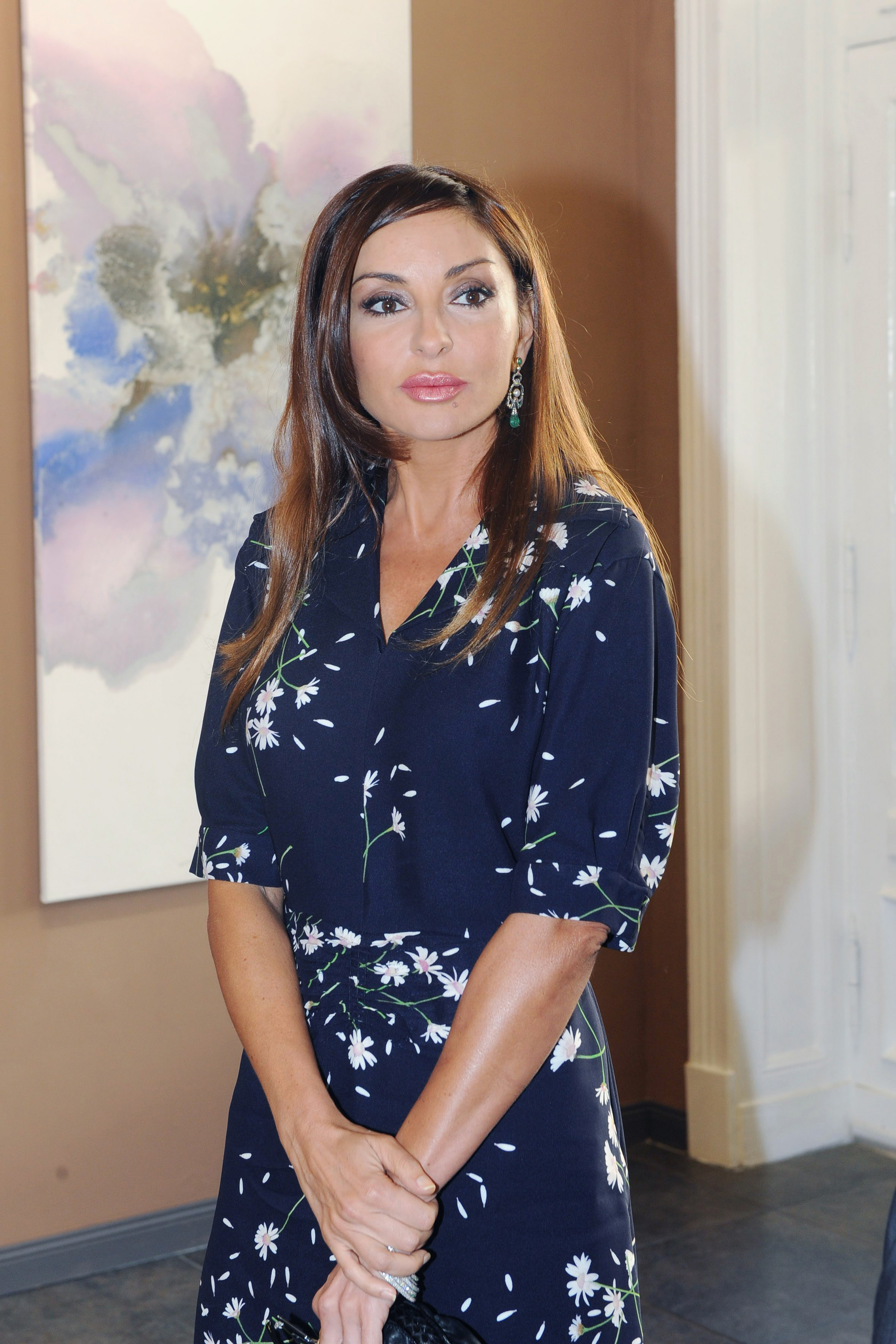
Президент фонда Гейдара Алиева Мехрибан Алиева

Управляет фондом президент фонда; в его компетенцию входят такие вопросы как утверждения программ и общее руководство над их осуществлением, определение целевых приоритетов деятельности фонда, его структуры и кадрового состава, также другие, определенные уставом, функции. Также утверждена должность исполнительного директора фонда, который действует в пределах полномочий, отведенных в его ведение президентом фонда Гейдара Алиева. Исполнительный директор осуществляет текущий контроль над программами и мероприятиями проводимыми фондом, он также является полномочным представителем фонда в вопросах, отведенных в его компетенцию.

Здание фонда в Баку

При президенте фонда также действует экспертный совет, который состоит из экспертов различной специализации: их цель обеспечить бо́льшую рациональность и эффективность принимаемых решений, они подготавливают и предоставляют президенту фонда соответствующие мнения, отчеты и доклады; совет является консультативной структурой. Многие иностранные политики, посещающие Азербайджан, бывают гостями фонда. Среди них — президент Греции Константинос Стефанопулос, бывший мэр Москвы Юрий Лужков, президент Пакистана Первез Мушарраф, бывший президент России Борис Ельцин, президент Казахстана Нурсултан Назарбаев, премьер-министр Турции Реджеп Тайип Эрдоган, премьер-министр России Владимир Путин, начальник генерального штаба турецкой армии генерал Илькер Башбух, президент Беларуси Александр Лукашенко, президент Ирана Махмуд Ахмадинежад, президент Турции Абдулла Гюль, президент Швейцарии Паскаль Кушпен, президент Российской Федерации Дмитрий Медведев, а также много лидеров других стран и глав правительств; все они оставили свои записи в книге почётных гостей фонда.

## Логотип Фонда
Логотип Фонда был принят в результате конкурса, проведенного в 2004 году, на котором было представлено около 2500 работ.
Логотип Фонда Гейдара Алиева состоит из восьмиконечной звезды, окружающей другую восьмиконечную звезду из инициалов Гейдара Алиева «Н.Ə.». Восьмиконечная звезда, окружающая инициалы «Н.Ə.», означает объединение азербайджанского народа вокруг идей Гейдара Алиева.
Голубой цвет логотипа символизирует небо, демократию, честность, чистоту, безвинность, покой, верность, надежность, искренность, уверенность. Золотистый цвет — символ солнца, мира, прогресса, светлого будущего.
Цвета логотипа, голубой и золотистый, отражают желания и идеи общенационального лидера Гейдара Алиева.

## Деятельность

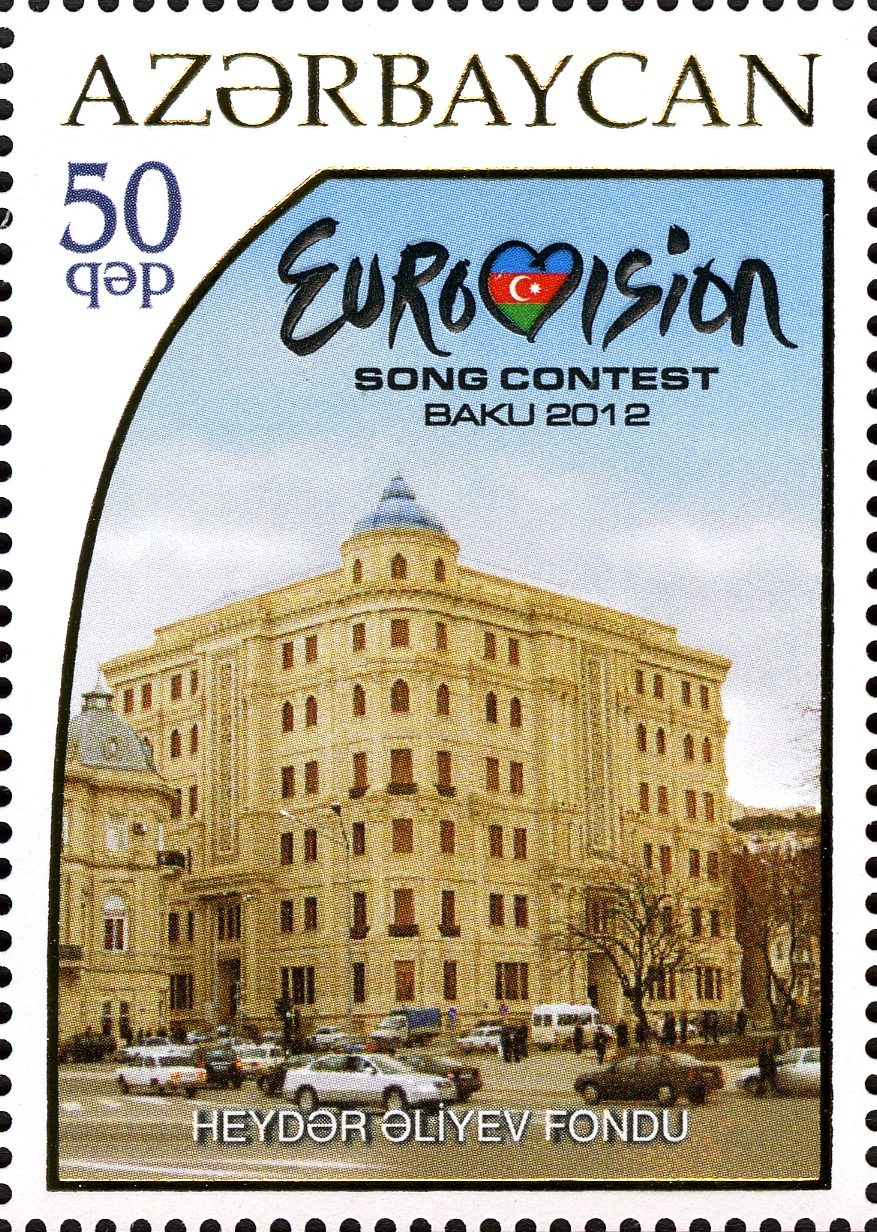
Штаб квартира фонда на почтовой марке Азербайджана

Фонд занимается многими гуманитарными и культурными вопросами: это и строительство, и реконструкция школ и интернатов, создание библиотек культурных центров. Фонд также осуществляет программы в целях поддержки и пропаганды искусства, поддерживает людей искусства, на средства фонда оказывается помощь тяжело больным, страдающим различными заболеваниями, в частности такими как сахарный диабет, талассемия, гемофилия.
Деятельность фонда не ограничивается только Азербайджаном: фонд также реализует различные культурные и гуманитарные проекты в других странах, в частности, в Грузии, Пакистане, России, Франции и других. В марте 2010 года при содействии фонда была издана книга «Азербайджан». В неё вошли тысячи фотографий, иллюстрирующих богатую культуру искусство традиции и культуру Азербайджана. В Бакинском музее современного искусства была устроена выставка, на которой демонстрируются фото-работы, вошедшие в книгу.

### Наука и образование
В сфере науки и образования Фонд Гейдара Алиева претворяет в жизнь программы «Развитие детских домов и интернатов», «Обновляющемуся Азербайджану — новую школу», «Поддержка образованию», «Развитие дошкольных учебных заведений».
В рамках программы «Развитие детских домов и школ-интернатов» были капитально отремонтированы и оснащены новым оборудованием более 30 детских учреждений, построены дополнительные вспомогательные здания, улучшены коммунальные условия. В детских домах и школах-интернатах созданы библиотеки, пополненные соответствующими учебными пособиями и художественной литературой. В большинстве из них установлена компьютерная техника, классные комнаты оборудованы для интерактивного обучения. Фондом регулярно проводятся массовые мероприятия, фестивали, соревнования, оказывается поддержка коллективам самодеятельности, кружкам музыки, танца, ковроткачества, рисования в этих учреждениях. Фонды музыкальных кружков всех этих детских учреждений пополняются новыми музыкальными инструментами, танцевальные коллективы — одеждой и прочими необходимыми принадлежностями.
По инициативе Фонда Гейдара Алиева для девушек старше 18 лет, воспитывавшихся в детских домах в Баку был построен 50-квартирный жилой дом. Открытие дома состоялось 9 января 2014 года. Все квартиры в доме оснащены необходимым бытовым оборудованием.
С 2005 года Фондом осуществляется программа «Обновляющемуся Азербайджану — новую школу», основной целью которой является устранение недостатков в сфере образования, решение проблем, оказывающих непосредственное влияние на уровень образования, создание образовательных комплексов, отвечающих современным стандартам. Также целью программы является определение возможностей для совместного сотрудничества в этой сфере местных и иностранных компаний и международных организаций.
В рамках программы «Обновляющемуся Азербайджану — новую школу» в различных регионах Азербайджана с 2005 по 2012 год было построено и реконструировано до 400 школ, рассчитанных на более чем 100 тысяч учеников. Все эти школы были оборудованы лабораториями, библиотеками, столовыми, компьютерными залами, мастерскими, автономными отопительными системами, спортивными залами и площадками.
В рамках программы «Поддержка образованию» Фонд Гейдара Алиева обеспечивает портфелями и школьными принадлежностями первоклассников из семей беженцев и вынужденных переселенцев, первоклассников из семей азербайджанцев, проживающих в Грузии, а также школы Гахского, Загатальского и Балакенского районов, занятия в которых проводятся на грузинском языке. Фонд придает особое значение обеспечению учебных заведений учебными пособиями и различной литературой.
В рамках программы «Поддержка образованию» были реконструированы и капитально отремонтированы несколько школ в Грузии, Египте, Румынии, Российской Федерации, Пакистане и Голландии. Одним из самых значительных и успешных проектов является строительство новой школы для девочек в районе Рара города Музаффарабад в Пакистане, разрушенной после землетрясения 2005 года.
В 2010 году по программе Фонда был проведен капитальный ремонт здания средней общеобразовательной школы № 78 российского города Ульяновска.
В рамках программы «Развитие дошкольных учебных заведений» Фондом осуществляется перестройка детских дошкольных учреждений. С 2005 по 2012 год в целом по Азербайджану было капитально отремонтировано и оснащено современным оборудованием около 20 детских садов.

### Здравоохранение
Фондом Гейдара Алиева до сегодняшнего дня реализованы многие проекты в области здравоохранения — строительство новых здравоохранительных учреждений и реконструкция функционирующих, создание лечебно-диагностических, реабилитационных центров, окружение заботой и лечение больных сахарным диабетом и талассемией, проведение акций сдачи крови и др.
С 2004 года осуществляется проект «Детям, страдающим диабетом, — самую высокую заботу», организаторами которого являются Фонд Гейдара Алиева, Азербайджанское диабетическое общество и датская компания «Ново Нордиск». В рамках данного проекта дети, больные сахарным диабетом, обеспечиваются препаратами производства датской компании «Novo Nordisk», известной в мире как производитель высококачественного инсулина, и инъекционными иглами, позволяющими безболезненно и точно вводить его.
В 2005 году Фонд Гейдара Алиева провел «круглый стол» на тему «Во имя жизни без талассемии»", посвященный проблемам талассемии. С целью создания специализированного медицинского центра и банка крови в Азербайджане, развития добровольной донорской службы для обеспечения страдающих от талассемии детей безопасной и качественной кровью, просвещения населения в целях предупреждения распространения талассемии и расширения сотрудничества со странами, ведущими борьбу с талассемией Фонд Гейдара Алиева фонд построил в Баку Центр талассемии, открытие которого состоялось 9 мая 2009 года.
Фондом Гейдара Алиева реализуются проекты по реконструкции и строительству медицинских учреждений в Баку и регионах Азербайджана. Фондом были перестроены и оснащены современным оборудованием поликлиника, станция скорой помощи в поселке Тюркян, Объединённая городская больница № 31 в поселке Шувелан, Лечебно-диагностический центр в поселке Зиря, Городской центр здравоохранения № 34 в поселке Пиршаги, Центр хирургии и трансплантологии в Центральной больнице нефтяников, филиал Объединенной городской больницы № 29 в поселке Кала, Психоневрологический детский центр, Реабилитационный центр для детей, нуждающихся в особой заботе.
Фонд длительное время сотрудничает с ведущими медицинскими компании мира — «Fresenius Medical Care», «Karl-Storz», «Servier». Этими компаниями, а также Посольством Греческой Республики в Азербайджане Фонду были переданы лекарственные препараты и современное медицинское оборудование, которые Фонд, в свою очередь, перенаправил в соответствующие медицинские учреждения.
По инициативе Фонда Гейдара Алиева регулярно проводятся акции с целью обследования, лечения и оперирования детей с врожденным пороком сердца. По инициативе Фонда был капитально отремонтирован и оснащен первоклассной техникой Центр хирургии и трансплантологии органов в Центральной больнице нефтяников. Центр был сдан в эксплуатацию в 2011 году. При поддержке Фонда в центре обследованы тысячи пациентов, сотням были сделаны операции на открытом сердце.
Также при поддержке Фонда проводятся бесплатные операции по исправлению дефектов, связанных с диагнозами «заячья губа» и «волчья пасть».
В 2015 году Фонд Гейдара Алиева приступил к осуществлению программы «Кохлеарная имплантация». Согласно программе была создана рабочая группа из местных и зарубежных специалистов, которые проводят бесплатные обследования и операции кохлеарной имплантации лицам с проблемами слуха.

### Культура
Проекты Фонда Гейдара Алиева в области культуры направлены на восстановление историко-культурных памятников, проведение конкурсов по живописи, развитие мугамного искусства, подготовку музыкальных альбомов выдающихся деятелей культуры, проведение международных музыкальных фестивалей и юбилеев всемирно известных музыкантов. Фонд уделяет большое внимание продвижению богатой азербайджанской культуры и древней азербайджанской истории за пределами Азербайджана. Также с большим уважением фонд относится к мировой культуре и истории. На средства Фонда Гейдара Алиева в разных странах мира реставрируются архитектурные памятники, исторические здания и музеи. Во Франции фонд финансировал работы по реконструкции собора в Страсбурге и некоторых объектов в Версале. В июне 2012 года в Ватикане при участии президента фонда Гейдара Алиева, первой леди Азербайджана Мехрибан Алиевой и кардинала Джанфранко Равази было подписано соглашение о содействии фонда в реставрации «римских катакомб».
При поддержке Фонда с 2007 года организуется азербайджанский павильон на Венецианской биеннале.

#### Реставрация исторических памятников и строительство объектов культуры
Одним из направлений деятельности фонда Гейдара Алиева является реставрация исторических памятников республиканского и мирового значения и строительство новых объектов культуры. По 2016 год Фонд Гейдара Алиева принял участие в реставрации 50 религиозных, исторических и культурных памятников в Азербайджане. В то же время фонд участвовал в реставрации свыше 40 религиозных и культурных памятников в различных странах и городах мира.
В 2006 году фондом была создана аллея и отреставрированы надгробные памятники выдающимся азербайджанским личностям, похороненным в пантеоне в столице Грузии Тбилиси: поэта Мирзы Шафи Вазеха (1794—1852), писателя, драматурга, философа Мирзы Фатали Ахундова (1812—1878), общественно-политического деятеля Гасан бека Агаева (1875—1920), государственного деятеля, одного из основоположников Азербайджанской Демократической Республики Фатали хана Хойского (1875—1920)а.
В 2007 году Фонд Гейдара Алиева осуществил реставрацию пострадавших в результате воздействия времени и климатических условий старинных памятников, включенных с 1979 года в Список мирового наследия и хранящихся в парке Версальского дворца в Париже — «Амазонка» (1685—1693, автор — Жак Бюиррет) и «Ваза с ручками в виде голов фавна» (1687—1705, автор — Клод Бертен).
В 2007 году фондом был отремонтирован пришедший в запустение и оказавшийся в аварийном состоянии Мардакянский дворец культуры, введенный в эксплуатацию в 1961 году.
В 2008 году при поддержке Фонда Гейдара Алиева на территории Государственного историко-этнографического заповедника Гала был создан Археолого-этнографический музейный комплекс под открытым небом, в котором представлены наскальные рисунки, гавалдаш, керамические изделия, бытовые предметы и украшения, оружия и монеты, законсервированные развалины древнего поселения, относящиеся к периоду с III—II тыс. до н. э. до средних веков.
В октябре 2008 года в Сальяне фондом была перестроена и сдана в общественное пользование Государственная художественная галерея, в которой проводятся выставки и мастер-классы профессиональных художников.
В марте 2009 года в Баку открылся Музей современного искусства, построенный по инициативе Фонда Гейдара Алиева. Здание музея выполнено в стиле модерн с элементами авангарда. В музее собраны как работы молодых азербайджанских художников и скульпторов — приверженцев авангардного стиля, так и работы народных художников Азербайджана, живописцев и скульпторов. В салоне западноевропейской культуры представлены картины и изделия ручной работы.
7 сентября 2011 состоялось открытие Музея антиквариата Гала, созданного Фондом Гейдара Алиева на территории государственного историко-этнографического заповедника Гала. В музее демонстрируются экспонаты созданные азербайджанским народом на протяжении столетий, а также предметы, собранные в разных регионах Азербайджана, произведенные в США, Германии, Австрии, России, Франции и других странах.
29 сентября 2011 года Фонд Гейдара Алиева пожертвовал 50 тысяч евро на восстановление Берлинского замка, разрушенного и сожженного в годы Второй мировой войны.
20 апреля 2012 года в Италии в римском парке Вилла Боргезе состоялось открытие памятника Низами Гянджеви, установленного при поддержке Фонда Гейдара Алиева в соответствии с распоряжением президента Азербайджанской Республики в рамках цикла мероприятий, посвященных юбилею поэта.
19 сентября 2012 года во Франции в Париже был открыт Азербайджанский культурный центр, созданный при поддержке Фонда Гейдара Алиева и Посольства Азербайджана во Франции. Здание центра является исторической постройкой 1904 года и расположено вблизи Эйфелевой башни. В центре есть все условия для проведения различных встреч, мероприятий, созданы разные экспозиционные залы, представлены экспонаты, отражающие историю Азербайджана — археологические находки, древние монеты, оружия, медные изделия. Также в центре представлены экземпляры всех направлений национального ковроткачества, предоставлена информация об истории и развитии азербайджанских школ ковроткачества. Создан отдельный мугамный зал и организована выставка древних музыкальных инструментов
23 ноября 2012 года в Москве в атриуме Всероссийской государственной библиотеки иностранной литературы им. М. И. Рудомино Фонд Гейдара Алиева установил памятник великому азербайджанскому писателю и философу Мирзе Фатали Ахундову.
В 2013 году при поддержке Фонда Гейдара Алиева был отреставрирован «Зал философов» в Капитолийских музеях Рима.
При содействии Фонда Гейдара Алиева В Гяндже были построены Музей Низами Гянджеви и Центр Мехсети Гянджеви, открытие которых состоялось 21 января 2014 года.
26 августа 2014 года в Баку в Приморском национальном парке состоялось открытие Музея азербайджанского ковра имени Лятифа Керимова, построенного при поддержке Фонда Гейдара Алиева, Министерства культуры и туризма Азербайджанской Республики и ЮНЕСКО.
26 августа 2014 года в Баку в Приморском национальном парке состоялось открытие Музея азербайджанского ковра имени Лятифа Керимова, построенного при поддержке Фонда Гейдара Алиева, Министерства культуры и туризма Азербайджанской Республики и ЮНЕСКО. Здание центра, напоминающее свернутый ковер, построено по проекту известного австрийского архитектора Франца Янца. В музее хранятся более 13 тысяч 300 экспонатов и предметов, представлены все направления азербайджанской школы ковроткачества, разнообразные ковры и ковровые изделия, возраст которых исчисляется столетиями, изделия из металла, ткани, одежда и шитье, керамические, стеклянные, деревянные, бумажные предметы, ювелирные украшения, книги, хранится уникальная коллекция фотоснимков.
В Баку на территории Площади Государственного флага Фондом Гейдара Алиева был создан Музей каменной летописи, открытие которого состоялось 8 июня 2015 года. В музее экспонируются образцы каменной пластики, обнаруженные в различных уголках Азербайджана, экспонаты, доставленные из заповедников «Гобустан» и «Гала», а также работы скульптора Гусейна Хагверди. Также 8 июня 2015 года на территории Площади Государственного флага открылся Музей «Живопись Азербайджана XX-XXI веков», созданный Фондом Гейдара Алиева. В экспозиции музея представлены произведения, охватывающей столетнюю историю развития изобразительного искусства Азербайджана.
14 июня 2015 года на территории Государственного историко-этнографического заповедника «Гала» открылся Музей «Из отходов — в искусство», созданный по инициативе Фонда Гейдара Алиева.
30 декабря 2015 года в поселке Зиря города Баку на основе специального проекта Фондом Гейдара Алиева был построен Центр культуры.
18 февраля 2016 года в Бельгии в городе Ватерлоо при поддержке Фонда Гейдара Алиева был установлен памятник азербайджанской поэтессе Хуршидбану Натаван.

#### Музыкальные проекты
Одна из многочисленных целей Фонда Гейдара Алиева связана с сохранением и пропагандой национально-духовных ценностей, в том числе азербайджанских мугамов. По инициативе Фонда в этой сфере проводятся встречи, вечера мугама, научные симпозиумы, концерты видных исполнителей мугамного искусства, международные мугамные фестивали.
2 февраля 2005 года в Фонде Гейдара Алиева состоялась презентация проектов, посвященных мугаму — «Мугам-наследие», «Мугам-дестгях», «Мугам-энциклопедия», «Мугам-интернет», «Мугам-антология», «Мир мугама» и «Центр мугама». Участникам презентации была предоставлена подробная информация о каждом из проектов..
8 апреля 2005 года по инициативе президента Фонда имени Гейдара Алиева М. Алиевой во дворце «Гюлистан» в рамках проекта «Азербайджанские мугамы» состоялась презентация альбома «Карабахские ханенде». В альбоме содержатся мугамы в исполнении 24 мастеров этого искусства, среди которых — Джаббар Карьягдыоглу, Кечечи оглу Мухаммед, Мешади Мухаммед Фарзалиев, Меджид Бейбутов, Сеид Шушинский, Хан Шушинский, Ислам Абдуллаев, Бюльбюль, Зульфи Адыгезалов, Абульфат Алиев.
В апреле того же года в приморском Национальном парке с участием президента Азербайджана Ильхама Алиева и генерального директора ЮНЕСКО господина Мацууры был заложен фундамент Международного центра мугама. 14 декабря 2005 года в Фонде Гейдара Алиева с участием известных азербайджанских исполнителей мугама состоялось обсуждение проекта здания Международного центра мугама..
17 сентября 2008 года состоялась презентация проекта Фонда Гейдара Алиева «Энциклопедия азербайджанского мугама». Проект включает в себя печатное издание «Энциклопедия мугама» и коллекцию звукозаписей выдающихся исполнителей мугама «Азербайджанские ханенде».
27 декабря 2008 года в Баку, в приморском Национальном парке, состоялось открытие Международного центра мугама. Центр был построен по инициативе президента Фонда, посла доброй воли ЮНЕСКО и ИСЕСКО, депутата Милли Меджлиса Мехрибан Алиевой. В Международном центре мугама имеются концертный зал на 350 мест, клуб, ресторан на 80 человек, учебные помещения, студия звукозаписи..
По инициативе и организации Фонда Гейдара Алиева проводятся Международные фестивали мугама. В 2009 году при организации фонда прошел I Международный фестиваль мугама, на который приехали гости из 17 стран мира 11 ноября 2009 года в Фонде Гейдара Алиева состоялась презентация мультимедийного сборника «Азербайджанский мугам» и издания «Мир мугама», которые стали отражением итогов состоявшихся в марте текущего года в Баку I Международного фестиваля мугама и научного симпозиума. Мультимедийный сборник «Азербайджанский мугам» состоит из восьми дисков, на которых отражены история азербайджанского мугама, его роль и место в культурном наследии Азербайджана, основные азербайджанские мугамы и их нотные записи, азербайджанские симфонические мугамы, азербайджанские народные инструменты, представлены выдающиеся личности, термины и другие материалы по мугаму. Проект подготовлен на двух языках — азербайджанском и английском. Издание «Мир мугама» состоит из 33 дисков, на которых отражены все состоявшиеся в те дни в нашей стране и столице встречи, мероприятия, концерты местных и зарубежных исполнителей.
В марте 2011 года при организации фонда в Баку в Международном центре мугама прошел II Международный фестиваль мугама «Мир мугама».
С 9 по 19 марта 2011 года в Баку был проведен III Международный фестиваль мугама «Мир мугама», организованный Фондом Гейдара Алиева.
С 11 по 18 марта 2015 года при организации фонда состоялся IV Международный фестиваль «Мир мугама». На фестиваль были приглашены известные музыканты и музыкальные группы из многих стран мира. Наряду с зарубежными музыкантами на концертах также выступили выдающиеся азербайджанские мастера мугама.
При поддержке Фонда Гейдара Алиева в Азербайджане регулярно проводятся мугамные конкурсы. В 2005 году прошел первый мугамный конкурс посвященный 120-летию выдающегося азербайджанского композитора У. Гаджибекова. Очередным мугамным конкурсом, организованным при поддержке Фонда Гейдара Алиева, стал «Телевизионный конкурс мугама-2007». Финальный этап конкурса прошел 15 сентября. Участникам и победителям конкурса были вручены дипломы и денежные премии.

#### Поддержка музыкальных фестивалей

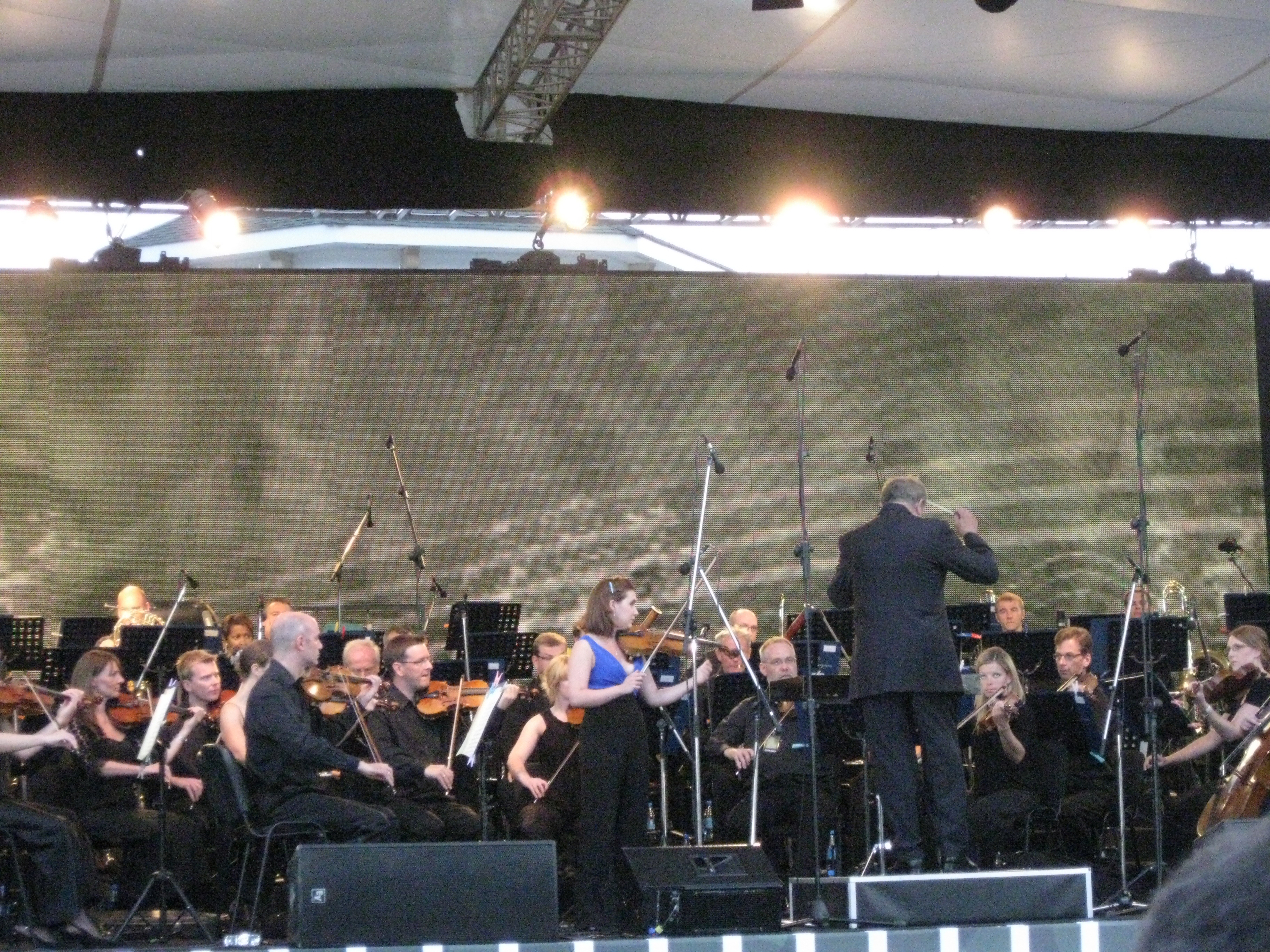
Габалинский музыкальный фестиваль

Фонд Гейдара Алиева принимает активное участие в организации и проведении ряда музыкальных фестивалей. Среди них можно указать такие как:
- «Габалинский музыкальный фестиваль»[55]
- «Мир Мугама»[56]
- «Международный фестиваль посвященный творчеству Узеира Гаджибекова»[57]
- «Бакинский Международный Фестиваль Мстислава Ростроповича»[58]

Также фонд оказывает поддержку аналогичным культурным мероприятиям, проводящимся в других странах.

#### Проект «Адрес толерантности — Азербайджан»
Фонд Гейдара Алиева уделяет особое внимание сохранению традиций толерантности в Азербайджане. В рамках своего проекта «Адрес толерантности — Азербайджан» Фонд Гейдара Алиева проводит ремонт и реставрацию религиозных памятников, святилищ, построек, организует различные конференции и выставки.
При поддержке Фонда в 2005 году в Гяндже был установлен мавзолей над гробницей последнего хана Гянджи — Джавад-хана. В 2005 году Фонд Гейдара Алиева отреставрировал могилу и надгробный памятник Джомарди Гассаба (VII—VII вв.), героя освободительного движения Гянджи того времени. В том же году фонд осуществил ремонтно-восстановительные работы в святилище Пир-Гасан (XVII в.), расположенном в поселке Мардакян Хазарского района города Баку. В 2006 году по инициативе фонда была капитально отремонтирована Мечеть Мохсуна Салима в поселке Бина Хазарского района города Баку.
В 2007 году в рамках проекта «Адрес толерантности — Азербайджан» были проведены ремонтно-восстановительные работы в Православной церкви в Баку. Художественными стеклами был заменен подвесной потолок церкви, полностью переделан фасад здания.
В 2008 году был подписан меморандум о взаимопонимании между Фондом Гейдара Алиева и Католической религиозной общиной в Азербайджане. На начальном этапе сотрудничества фондом были заменены стекла подвесного потолка церкви Святой Марии в Баку на стекла с религиозной тематикой, выполненные в технике классического витража. Также было установлено керамическое панно на фасаде храма.
В 2009 году в рамках проекта «Адрес толерантности — Азербайджан» Фондом Гейдара Алиева были выделены финансовые средства на реставрацию пяти витражей Страсбургского Кафедрального собора, созданных в 1320—1340 годах, на которых изображены Дева Мария и Иисус Христос.
В рамках проекта «Адрес толерантности — Азербайджан» Фондом Гейдара Алиева и Международным фондом «Ор-Авнер» был построен образовательный центр «Хабад-Ор-Авнер» для еврейских детей, проживающих в Баку. Закладка фундамента центра состоялась 31 мая 2007 года с участием президента фонда Гейдара Алиева Мехрибан Алиевой. Строительство образовательного центра завершилось в 2010 году.
В декабре 2006 года по инициативе президента Фонда Гейдара Алиева Мехрибан Алиевой был разработан проект реконструкции Джума-мечети в поселке Бузовна Хазарского района города Баку. Строительство мечети было начато в феврале 2007 года и завершилось в 2009 году. Мечеть, построенная из монилита, имеет площадь 500 кв. м. Здесь созданы отдельные молельни для женщин и мужчин.
В 2013 году Фонд Гейдара Алиева принял участие в реставрации в департаменте Орн Франции 7 церквей, относящихся к X-XII векам, совместно с местными организациями. Реставрационные работы были проведены в церквях в поселках департамента Сантье, Фреснай о Соваж, Сан-Илер ля Жерар, Танвиль, Куржуст, Ревойон и Мал.
При поддержке Фонда Гейдара Алиева 12 сентября 2012 года в Астрахани перед собором Святого князя Владимира состоялась закладка памятника Святому князю
Владимиру. Памятник был открыт 20 декабря 2013 года при участии вице-президента Фонда Гейдара Алиева Лейлы Алиевой и губернатора Астраханской области Александра Жилкина.
27 сентября 2013 года в штаб-квартире ООН в Нью-Йорке открылась фотовыставка «Азербайджан — пространство толерантности», организованная Фондом Гейдара Алиева совместно с Альянсом цивилизаций ООН и Государственным комитетом Азербайджанской Республики по работе с религиозными структурами. На выставке были представлены работы всемирно известного фотографа Резы Деггати, неоднократно посетившего Азербайджан с творческими визитами. 22 октября 2013 года эта выставка была показана в штаб-квартире ЮНЕСКО в Париже. 3 апреля 2014 года выставка «Азербайджан — пространство толерантности», организованная Фондом Гейдара Алиева, посольством Азербайджана в России и Еврейским музеем и центром толерантности прошла в Москве в Еврейском музее и центре толерантности. 9 сентября передвижная фотовыставка «Азербайджан — пространство толерантности» была показана в городе Йокнеам, расположенном на севере Израиля, к юго-востоку от Хайфы.
22 июня 2012 года в Риме между Фондом Гейдара Алиева и Святым престолом было подписано «Двустороннее соглашения о реставрации римских катакомб», в рамках которого было принято решение о реставрации важных памятников для христианского мира — Катакомб Святых Марчеллино и Пьетро. 2 июня 2014 года президент Фонда Гейдара Алиева Мехрибан Алиева ознакомилась с римскими катакомбами после реставрации. 23 февраля 2016 года при участии Мехрибан Алиевой состоялась церемония открытия катакомб Святых Марчеллино и Пьетро.

#### Проекты в области литературы
С августа 2021 Фондом совместно с Министерством культуры Азербайджана в Шуше организуется и проводится возобновлённый фестиваль «Дни поэзии Вагифа»

### Социальная сфера
Фонд Гейдара Алиева принимает активное участие в общественной жизни Азербайджана, осуществляет многочисленные программы в социальной сфере. Решение социальных проблем является приоритетным направлением в деятельности Фонда. Одной из главных целей Фонда в этой области является оказание помощи детям и подросткам, лишенным родительской опеки, детям беженцев и вынужденных переселенцев, а также детям, страдающим различными заболеваниями. Фонд Гейдара Алиева проявляет особое внимание и заботу о малолетних и подростках, воспитывающихся в детских домах и школах-интернатах. По поручению президента фонда Мехрибан Алиевой с целью изучения существующих проблем детдомов и школ-интернатов на территории республики, проводятся постоянные мониторинги, проверяется как материально-техническая база этих учреждений, так и то, в какой заботе и моральной поддержке нуждаются проживающие здесь дети и подростки. Фонд проводит реконструкцию этих учреждений, решает проблемы проживающих здесь детей и подростков, оказывает поддержку в интеграции в общество лиц, лишенных семейной опеки. С 2005 по 2015 год в рамках программы «Развитие детских домом и школ-интернатов» по республике капитально были отремонтированы и оснащены новым оборудованием 36 детских учреждений, дополнительно построены вспомогательные здания. Для освоения определенных профессий и проведения досуга детей организованы курсы рисования и танцев, различные кружки. Фонд регулярно организовывает праздники для детей, лишенных родительской опеки. С детьми проводятся празднования Нового года, Новруза, Рамазана, Гурбан байрамы и других знаменательных дат. Президент фонда Мехрибан Алиева в последние годы отмечает свой день рождения в окружении детей и подростков из детских домов..

### Окружающая среда
Фонд Гейдара Алиева реализует различные проекты, целью которых является содействие защите окружающей среды и улучшению экологического состояния.
В 2007 году фонд приступил к реализации проекта «Посадим каждый по дереву». Основа проекта была заложена посадкой 20 тысяч вечнозеленых деревьев на неиспользованной территории пригородов Баку. В дальнейшем к этой инициативе присоединились граждане во всех городах, поселках, селах Азербайджана. В рамках проекта по всей стране было посажено более миллиона деревьев.
В 2010—2011 гг. Фондом Гейдара Алиева и Министерством экологии и природных ресурсов был осуществлен проект «Охрана, реинтродукция и возрождение исторических ареалов джейранов на территории Азербайджанской Республики», основная цель которого заключалась в увеличении численности популяции джейранов в Гобустан-Дженгичайском государственном природном заказнике, который является административной территорией Абшеронского района Азербайджана.
В рамках проекта из Ширванского национального парка в Аджинохурскую и Сарыджайскую равнины, Боздагский хребет, Мильскую равнину и Гобустан-Дженгичай были переселены джейраны. Были осуществлены работы, направленные на усиление охраны популяции джейранов.
1 июня 2012 года в Государственном историко-этнографическом заповеднике Гала открылась международная выставка под названием «Из отходов — в искусство», основной целью которой является удержание людей от расточительства, призыв отказаться от привычки не раздумывая выбрасывать ненужные, на их взгляд, вещи в мусорные ящики. Работы этого жанра создаются из различных бытовых отходов. На выставке демонстрировались работы мастеров из Азербайджана, Германии, США, Эстонии, Румынии, Литвы, Грузии, Беларуси и других стран.
С 6 по 20 июня 2013 года по инициативе и при поддержке Фонда Гейдара Алиева в Государственном историко-этнографическом заповеднике «Гала» состоялась II Международная выставка «От отходов к искусству».
На этой выставке у зрителей имелась возможность наглядно ознакомиться с процессом превращения отходов в произведения искусства. 24 участника, 8 из которых — азербайджанцы, создали свои работы прямо в ходе выставки.
30 мая 2014 года в Государственном историко-этнографическом заповеднике «Гала» прошла III Международная выставка «От отходов к искусству», 14 июня 2015 года IV Международная выставка «Из отходов — в искусство».
14 июня 2015 года на территории Государственного историко-этнографического заповедника «Гала» по инициативе Фонда Гейдара Алиева был создан музей «Из отходов — в искусство». В этом музее экспонируются произведения, демонстрировавшиеся на международной выставке «Из отходов — в искусство».
С 30 ноября по 12 декабря 2023 года при поддержке Фонда на 28-й конференции ООН по изменению климата представлен павильон Азербайджана. В павильоне предоставлена информация об ущербе, нанесённом во время оккупации территорий Азербайджана, строительных работах на этих территориях за период с 2020 по 2023 год, а также информация о борьбе в Азербайджане с последствиями изменения климата и внедрении зелёной энергии. В павильоне проведены различные панельные сессии.
Фондом совместно с Фондом нулевых отходов Турции представлен павильон «Центр солидарности» на 29-й конференции ООН по изменению климата, которая проходит с 11 по 22 ноября 2024 года в Баку. В павильоне освещена деятельность фондов в области экологической и социальной ответственности.
В ходе COP29 13 ноября 2024 года Фондом представлена книга «Азербайджан. Вдохновляясь от природы». Книга содержит информацию о флоре и фауне Азербайджана. В книгу вошли сотни фотографий природы, сделанных по всей стране, в том числе снимки редких животных, птиц и растений. Проект осуществлялся с 2020 года. Кроме книги подготовлены также видеосъемки, видеоролики и документальный фильм. В книге представлены фотографии со всех регионов Азербайджана во все времена года. Книга издана на азербайджанском и английском языке.

### Информационно-коммуникационные технологии
Фонд Гейдара Алиева придает особое значение широкому применению информационно-коммуникационных технологий, созданию приемлемых условий для создания информационного общества, широкому применению ИКТ всеми категориями населения, в том числе инвалидами и людьми с ограниченными возможностями здоровья, созданию компьютерных кабинетов в учебных заведениях.
В 2005 году фонд разработал портал «Азербайджан», целью которого является распространение посредством сети интернет азербайджанских реалий, популяризации материально-духовных ценностей, созданных азербайджанским народом, содействие работе по пропаганде Азербайджана за границей. Портал «Азербайджан» составлен на азербайджанском, английском и русском языках.
9 декабря 2005 года между Фондом Гейдара Алиева и Программой развития ООН было подписано соглашение по реализации проекта «Обеспечение доступа к информационно-коммуникационным технологиям слепых и слабовидящих людей», цель которого состоит в расширении правомочий людей с физическими недостатками в обществе, содействии в расширении возможностей получения информации и знаний с помощью ИКТ. В рамках проекта создан модельный ИКТ-центр в школе-интернате для слепых и слабовидящих детей, расположенной в Наримановском районе города Баку.
15 июня 2008 года был сдан в эксплуатацию учебно-компьютерный центр, построенный фондом в грузинском городе Дманиси.
Одной из основных целей Фонда Гейдара Алиева является оказание помощи людям, нуждающимся в особой заботе, охрана их здоровья, решение социальных проблем. С этой целью 5 октября в Нахчыване состоялось открытие регионального информационного центра для людей с ограниченными физическими возможностями, созданного на основе совместного проекта Фонда Гейдара Алиева, Министерства связи и информационных технологий Азербайджана и Программы развития ООН. Информационный центр оснащен современным оборудованием. Созданы комфортные условия для самостоятельного перемещения инвалидов-колясочников.
Еще одним проектом Фонда Гейдара Алиева по интеграции людей с физическими недостатками в общество стало создание Гянджинского регионального информационного центра, открытие которого состоялось 9 февраля 2011 года. , Целью проекта является приобщение людей с ограниченными физическими возможностями к информационным технологиям. Центр был создан совместно с Министерством связи и информационных технологий и Программой развития ООН.
Центр включает читальный зал, учебный центр, аудиобиблиотеку, студию звукозаписи для перевода библиотечного фонда в аудиоформат, компьютерный центр. В читальном зале имеются около 1000 книг для инвалидов по зрению, изданных брайлевским алфавитом.
7 октября 2012 года в Евлахе состоялось открытие Регионального информационного центра, построенного в рамках проекта Фонда Гейдара Алиева «Обеспечение доступа к ИКТ незрячих и слабовидящих людей». В здании центра размещены пять классов, учебный кабинет, кабинет аудиостудии, библиотека и другие помещения. Здесь также созданы модельные ИКТ-классы и компьютерный центр, установлено необходимое оборудование и программное обеспечение..

### Спорт
Фонд Гейдара Алиева уделяет особое внимание разностороннему и гармоничному развитию молодежи. Фондом осуществляются различные проекты по усилению интереса к спорту среди детей и подростков и воспитанию их в здоровом духе.
В строящихся по инициативе фонда учебных и дошкольных учреждениях создаются спортивные залы, футбольные площадки и мини-стадионы, оснащенные необходимым оборудованием. Также фондом публикуются наглядные пособия и книги, касающиеся сферы спорта.
В 2007—2008 гг. при поддержке Фонда Гейдара Алиева в Баку были проведены шахматные фестивали «Кубок Президента», посвященные памяти Гейдара Алиева. В фестивалях приняли участие шахматисты из многих стран мира, гроссмейстеры международного класса и именитые мастера спорта.
В 2011 году в поселке Зиря Хазарского района Баку фондом был построен Спортивный комплекс. В комплексе площадью 2 га построены специальные здания спортивного назначения, сооружения, подсобные строения, заасфальтированы дороги.
30 октября 2011 года в городе Уджар открылась шахматная школа, построенная по инициативе фонда. В одноэтажной школе, общей площадью 820 кв. м. имеются пять классов, компьютерный кабинет и служебные помещения. В игровом зале школы одновременно могут играть в шахматы 140 человек. В школе установлены современные системы вентиляции и освещения.
13 сентября 2012 года по инициативе фонда в поселке Бина Хазарского района города Баку состоялось открытие стадиона, построенного по стандартам ФИФА. Стадион включает в себя футбольное поле с искусственным травяным покрытием, 600 зрительских мест, монитор для демонстрации игр в широком формате, врачебную и судейскую комнаты.
В 2013 году при поддержке Фонда Гейдара Алиева была построена спортивная площадка во дворе гимназии № 3, расположенной в городе Волгоград Российской Федерации.
В декабре 2013 года в индийском штате Гоа состоялось открытие стадиона «Отец Агнело» построенного по инициативе Фонда Гейдара Алиева.
В январе 2014 года в городе Гёйчай была сдана в эксплуатацию реконструированная по инициативе Фонда Гейдара Алиева шахматная школа.
17 сентября 2015 года в городе Агсу открылся спортивный комплекс, построенный по инициативе Фонда Гейдара Алиева. В спорткомплексе созданы условия для занятий боксом, дзюдо, борьбой, плаванием, тхэквондо, теннисом, бильярдом. Здесь имеются административные кабинеты, а также конференц-зал для проведения различных мероприятий.
1 мая 2016 года в Баку по инициативе фонда был проведен первый в истории Бакинский марафон под лозунгом «Победи ветер». Основная цель марафона заключалась в поддержке развития спорта в Азербайджане, поощрении здорового образа жизни, объединении молодежи во имя общих благородных целей. В марафоне наряду с гражданами Азербайджана приняли участие около 500 иностранцев, живущих и работающих в нашей стране. Участие студентов в марафоне было профинансировано фондом. Собранные от бакинского марафона средства будут направлены на проект фонда, связанный с детьми, лишенными родительской опеки.

## Деятельность фонда за рубежом
Деятельность фонда в Российской Федерации главным образом состоит из спонсорской поддержки социальных мероприятий. Так, при спонсорстве фонда в московском кинотеатре «Баку» для детей-сирот города регулярно проводятся новогодние праздники с разнообразной развлекательной программой, кукольным спектаклем Театра Образцова и сладкими подарками. Периодически то или иное детское заведение получает спонсорскую поддержку. Так, в декабре 2009 года помощь получил специальный коррекционный детский дом № 1 для детей-сирот с отклонениями в развитии: это компьютеры и специальные обучающие программы. В ноябре 2010 года представительство Фонда Гейдара Алиева совместно с Советом Муфтиев России провело в Москве благотворительное мероприятие по случаю священного для мусульман праздника Курбан-байрам, собранные продукты направлены в помощь коррекционному детскому дому № 43, а также ветеранам Великой Отечественной войны.
Стратегия фонда — помощь в развитии молодёжных организаций диаспоры. Лейла Алиева стала инициатором создания Азербайджанской молодёжной организации России (АМОР). Центральная задача молодёжной структуры — объединение азербайджанской молодёжи, проживающей в России, помощь в их интеграции в российское общество, а также пропаганда азербайджанской культуры. АМОР ратует за культурное многообразие России. Среди инициатив АМОР: бакинский семинар для российских студентов «Азербайджан на стыке цивилизаций», московская конференция «Молодёжная политика Азербайджанской Республики на современном этапе» в МГУ, различные фотовыставки, в том числе памяти Муслима Магомаева. Они были организованы в МГУ, МГИМО, Налоговой академии, РУДН и Плехановской академии.
В 2010 году фонд Гейдара Алиева в рамках программы «Поддержка образованию» осуществил капитальный ремонт и благоустройство средней школы номер 78 в городе Ульяновск. На реализацию проекта было затрачено 25 миллионов рублей.
В декабре 2010 года на Интернациональной аллее Памяти и Славы воинского мемориала «Невский пятачок» состоялась церемония открытия мемориальной плиты воинам-азербайджанцам, погибшим при обороне Ленинграда. Мемориал был создан под патронатом представительства Фонда Гейдара Алиева в России при поддержке Правительства Ленинградской области. В церемонии открытия мемориала приняла участие вице-президент Фонда Гейдара Алиева в России Лейла Алиева. Она отметила героизм, который совершили народы бывшего Советского Союза во время Великой Отечественной войны и большой вклад азербайджанского народа в победу над гитлеровским фашизмом.
"Плацдарм «Невский пятачок» является одной из самых героических и трагических страниц военной истории. В Книге памяти Азербайджанской Республики опубликован список из 850 азербайджанцев, павших при освобождении Ленинграда от фашистской блокады в боях на Невском пятачке и Синявинских высотах, сообщила глава представительства Фонда Гейдара Алиева в России Лейла Алиева.
Ещё одним проектом Представительства Фонда Гейдара Алиева в РФ совместно с Администрацией Санкт-Петербурга стал сквер имени Низами Гянджеви, приуроченное к 870-летию великого поэта и мыслителя. Торжественное открытие сквера состоялось 5 июня 2011 года. В связи с 870-летием со дня рождения поэта под патронажем представительства Фонда в сквере установлены уникальные гранитные скамьи и панно с фрагментами из произведений Низами, отреставрирован и сам памятник великому поэту.
12 сентября 2012 года при участии вице-президента Фонда Гейдара Алиева Лейлы Алиевой состоялась торжественная церемония открытия Моста дружбы Азербайджана и России. Решении о строительстве моста было принято в 2010 году во время визита президента Азербайджана в Астрахань. Мост был сооружен при поддержке Фонда Гейдара Алиева. Пешеходный мост Дружбы длиной 50 метров и шириной 6 метров соединил парк Гейдара Алиева с площадью Петра I. В орнаментах перил моста изображены символы Баку и Астрахани — Девичья башня и Астраханский Кремль.
В тот же день 12 сентября 2012 года перед собором Святого князя Владимира состоялась церемония установки закладного камня на месте, где будет установлен памятник Святому князю Владимиру. После церемонии освещения места установления памятника в его фундамент была опущена капсула.
Выступивший на церемонии губернатор Астраханской области Александр Жилкин выразил благодарность Президенту Азербайджана Ильхаму Алиеву, предложившему соорудить знаковый памятник славянской православной культуры, который станет символом нерушимой, вечной дружбы между азербайджанским и российским народами.
Начало строительства памятника одному из выдающихся руководителей государства, Святому князю Владимиру — ещё одно подтверждение очень важной работы, которую проводит Фонд Гейдара Алиева в России, сказал А. Жилкин. В изготовлении памятника, высота которого составит 14,5 метра, примут участие азербайджанские и российские скульпторы. Вокруг памятника разобьют парк, территория будет благоустроена. Торжественное открытие памятника состоялось 20 декабря 2013 года.

## Международное сотрудничество
27 апреля 2007 года Фонд подписал Протокол о сотрудничестве с ИСЕСКО.
20 сентября 2018 года между Фондом Гейдара Алиева и компанией BP Азербайджан был подписан меморандум о сотрудничестве.
18 октября 2019 года Фонд подписал Меморандум о взаимопонимании ЮНИСЕФ (детский фонд ООН).